# Pfarrkirche Unterloiben

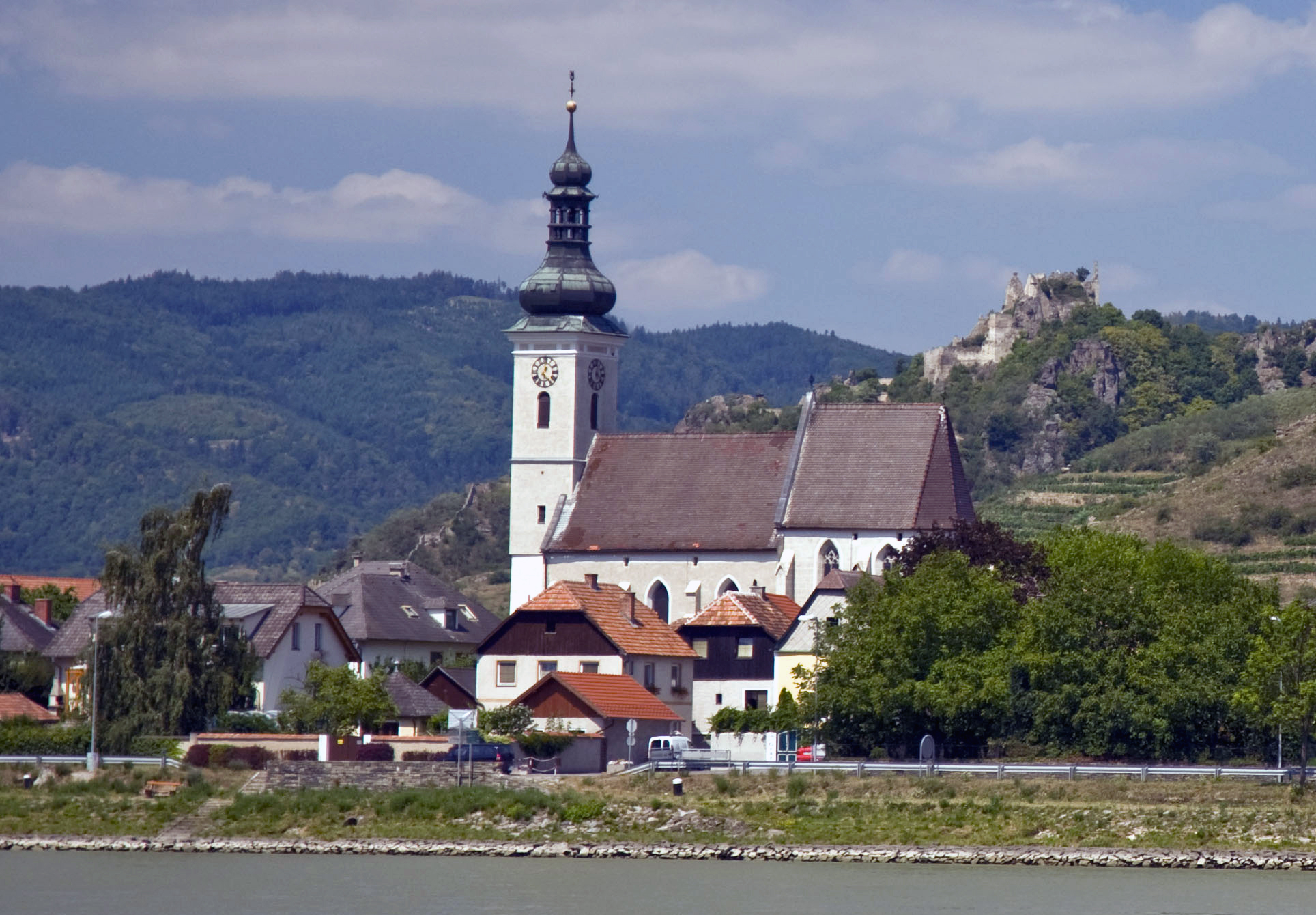
Katholische Pfarrkirche hl. Quirin in Unterloiben, dahinter Burgruine Dürnstein

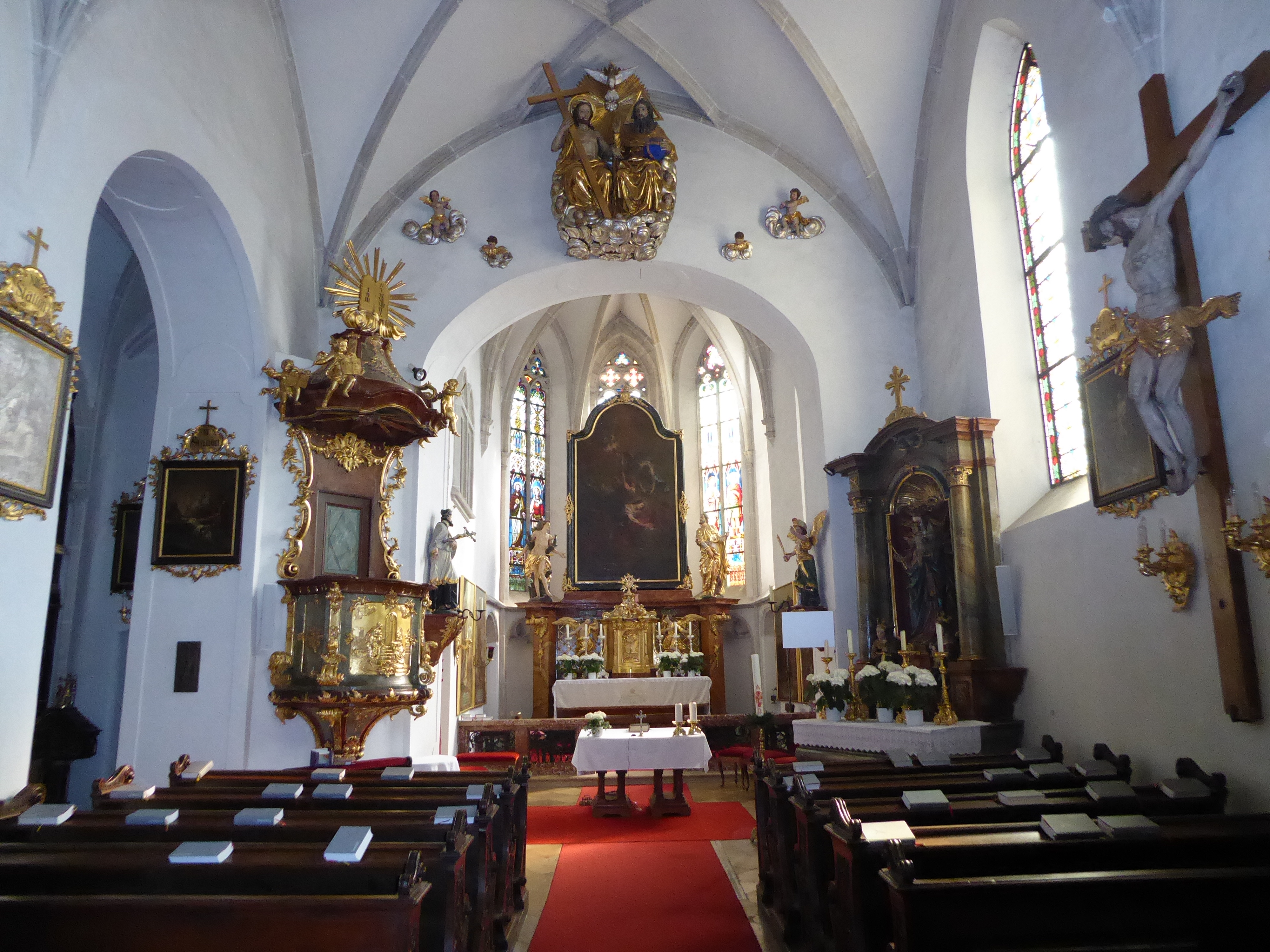
Langhaus, Blick zum Chor

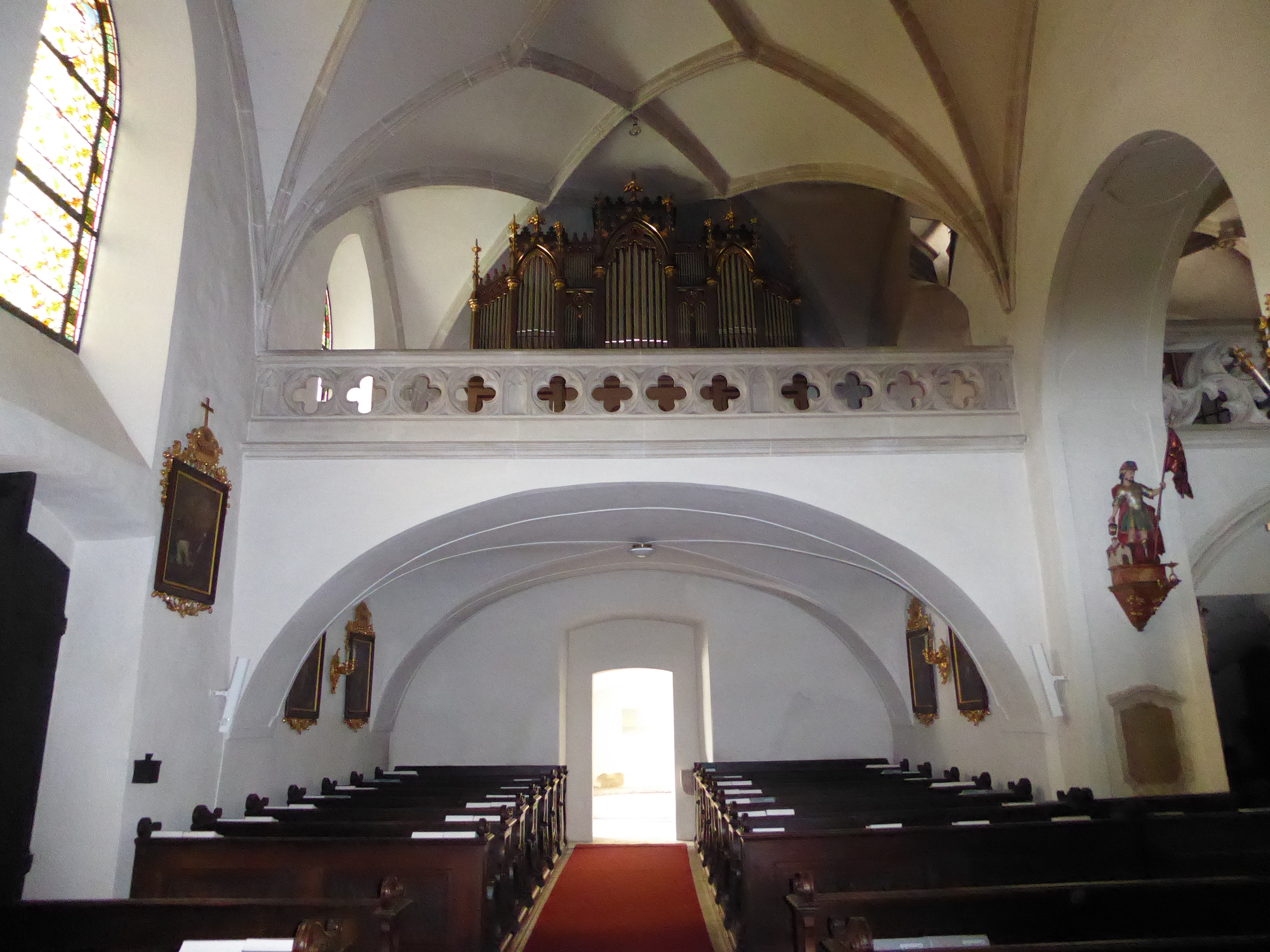
Langhaus, Blick zur Empore

Die römisch-katholische Pfarrkirche Unterloiben steht etwas erhöht am westlichen Ortsausgang von Unterloiben in der Stadtgemeinde Dürnstein im Bezirk Krems-Land in Niederösterreich. Die dem Patrozinium Quirinus von Neuss unterstellte  Pfarrkirche gehört zum Dekanat Krems in der Diözese St. Pölten. Die Kirche mit Friedhof und Kleindenkmalen steht unter Denkmalschutz (Listeneintrag).

## Geschichte
Die Gründung vom Stift Tegernsee gehörte 1263 zum Sprengel Stein an der Donau und wurde 1379 eine Filiale von Krems an der Donau. Mit dem Ende des 16. Jahrhunderts Pfarrkirche und von 1720 bis 1803 Stiftspfarre von Tegernsee.
Die gotische Kirche mit einer mittelalterlichen Umfassungsmauer und einem Friedhof wurde im 15. Jahrhundert zu einem zweischiffigen Langhaus erweitert.

## Architektur
Das Kirchenäußere zeigt ein Langhaus aus zwei Baukörpern. Das spätgotische Nordschiff trägt ein eigenes Schopfwalmdach, hat Spitzbogenfenster und erneuerte Strebepfeiler. An das südliche Hauptschiff schließt ein höherer Chor mit einem Fünfachtelschluss an, der Chor hat Spitzbogenfenster mit zweibahnigen Fischblasen-, Drei- und Vierpassmaßwerk aus dem Ende des 15. Jahrhunderts und zweifach abgetreppten übergiebelten Strebepfeilern. Der spätgotische Westturm ist dem Hauptschiff mittig vorgestellt und linksseitig über eine Außentreppe zugänglich, der Turm hat eine dreizonige Sgraffito-Ortsteingliederung und abgefaste Rechteckfenster und trägt einen Zwiebelhelm mit Laterne. Das Südportal hat ein spätgotisches Stabprofil. Im nördlichen Chorwinkel steht der barocke Sakristeianbau.
Das Kircheninnere zeigt ein zweischiffiges dreijochiges Langhaus, das Nordschiff mit einem Dreiachtelschluss unter Kreuzrippengewölben teils auf Diensten mit reliefierten Schlusssteinen Mondsichel und Rosette um 1400. Die Westempore aus dem Ende des 15. Jahrhunderts ist mit profilierten Spitzbogen geöffnet und mit einem Sternrippengewölbe unterfangen, die wuchtige Balustrade hat geschwungene Fischblasenformen. Das im Kern gotische breitere Hauptschiff hat ein Netzrippengewölbe aus dem Ende des 15. Jahrhunderts, die Westempore aus dem 18. Jahrhundert hat eine neugotische Maßwerkbrüstung. Der rundbogige Triumphbogen ist aus dem 18. Jahrhundert. An das überhöhte quadratische Chorjoch schließt ein Fünfachtelschluss, das Kreuzrippengewölbe ruht auf Konsolen und Diensten im Polygon und hat einen reliefierten vierpassförmigen Schlussstein, unter dem Sohlbankgesims gibt es gekuppelte Blendnischen mit Dreiblattabschluss und zwei Segmentbogennischen. Die Sakristei hat ein Platzlgewölbe.
Die neugotische Glasmalerei aus dem Ende des 19. Jahrhunderts zeigt Herz Jesu, Herz Mariä, Rosalia und Quirin.

## Ausstattung
Der Hochaltar als Bildrahmenretabel auf einem hohen von Pfeilern gerahmten Sockel entstand im dritten Viertel des 18. Jahrhunderts, er zeigt das Altarbild Enthauptung des hl. Quirin von Martin Johann Schmidt 1782, er trägt die Statuen der Heiligen Sebastian und Rochus aus dem frühen 18. Jahrhundert aus der ehemaligen Filialkirche hl. Nikolaus in Langenlois hierher übertragen, er trägt einen barocken Tabernakel, er trägt zwei spätgotische Statuen der Heiligen Barbara und Katharina um 1510.
Der linke Seitenaltar um 1780 als pilastergerahmtes Ädikularetabel auf einem Volutensockel hat in der Mittelnische unten Figuren Christus im Grab, Josef von Arimathia und Nikodemus und oben Anbetung des Allerheiligsten und Aussetzungssockel, und Putten mit den Leidenswerkzeugen. Der rechte Seitenaltar als Säulenretabel des späten 18. Jahrhunderts trägt in einer Nische die Statue Maria mit Kind um 1510 mit einer neugotischen Fassung.
Kanzel, Korb und Schalldeckel haben einen reichen Rocailledekor aus dem dritten Viertel des 18. Jahrhunderts: Auf dem Kanzelkorb befinden sich ein Relief Samariterin am Brunnen und auf Voluten die Evangelistensymbole, auf dem Schalldeckel Putten mit Symbolen der Kirchenväter.
In der südlichen Vorhalle mit reichem Stuckdekor aus dem ersten Viertel des 17. Jahrhunderts befindet sich hinter einem Schmiedeeisengitter aus 1674 eine Pietà aus Stein mit Resten der originalen Fassung um 1415.
Die Orgel baute Max Zachistal und Franz Capek im Ende des 19. Jahrhunderts.

## Grabdenkmäler
Außen
- Epitaph in erneuerter architektonischer Rahmung mit kniendem Stifter Otto Stalfues 1626.
- Spätmittelalterliche Reliefplatte mit Christus am Ölberg mit Krabbenrahmung und kniende Stifter.
- Inschriftplatten aus dem 19. Jahrhundert.
- Kleine spätgotische Platte mit zwei reliefierten Wappenschildchen 1521 zu Hansen Salltzl, mit Frührenaissance-Rahmung mit Fruchtschnur mit Inschrift Rupert Rainer 1799.
- Steinkruzifix mit Putten und Maria Magdalena auf geschweiftem Postament mit Seelen im Fegefeuer zu Maria Prandtin 1763.
- Platte mit dem Tegernseer Stiftswappen zu Petrus Abbas in Tegernsee 1722 mit Inschrift Adalbert Mühlbacher 1792.
- Schmiedeeisenkreuz mit Gekreuzigter und Schmerzhafte Maria schablonenhaft ausgeschnitten aus dem Anfang des 18. Jahrhunderts.

Innen
- Grabstein zu Ieronimae Schrenck 1495 mit großem reliefiertem Wappen.
- Grabstein zu Magdalena Lang 1625.
- Grabstein mit Inschrift und Wappen 1627.
- Grabstein zu Franz Joseph Schweighoffer 1763 mit Inschrift.
- Grabstein zu Wolfgang Holhofer 1540 mit Wappen.